# هاشم المدني
هاشم إل مدني هو مصور لبناني، ولد في 1928، وتوفي في 8 أغسطس 2017.